# Kryoneri, Karditsa
Kryoneri  este un oraș în Grecia în prefectura Karditsa.